# Souten Kouro
Souten Kouro (яп. 苍天航路 со:тэн ко:ро, англ. Beyond the Heavens, неоф. «Дорога под Небом») — манга Кинга Гонта (王欣太), нарисованная по оригинальной повести Ли Хаг-ина (李学仁), и снятое по ней аниме студией Madhouse. Манга публиковалась в журнале Morning в период с октября 1994 по ноябрь 2005 года. В общей сложности было выпущено 36 томов. В апреле 2009 года студией Madhouse начался выпуск аниме.
Официальна манга не была переведена, но на цветной обложке книги, выпущенной в 2007 году было английское название «Beyond the Heavens», что можно перевести на русский язык как «За гранью небес».
Японский издатель назвал Souten Kouro «Neo-Sangokushi» (ネオ三国志), что можно перевести на русский язык как «Нео-Троецарствие».

## Сюжет
Сюжет Souten Kouro основан на свободной трактовке жизни офицера Династии Хань, Цао Цао (155—220 гг.), который и является главным героем.
Тема китайского троецарствия и того, что к нему привело, была очень популярна в японской манге, но Souten Kouro сильно отличается от большинства других произведений на эту тему по нескольким пунктам. Во-первых, в Souten Kouro представлен очень привлекательный образ Цао Цао, который является традиционным антагонистом не только в других японских мангах на эту тему, но и в классическом китайском романе Ло Гуаньчжуна. К тому же, традиционный протагонист Троецарствия, Лю Бэй представлен в гораздо менее выгодном свете, и играет меньшее значение во всей истории. Соответственно, сюжетная линия ссылается на Записи о Трёх царствах, написанные Чэнь Шоу, а не на вышеупомянутый роман. Тем не менее, в ней фигурируют некоторые аспекты из версии романа, как например появление Дяо Чань, о существовании которой в записях ничего не сказано, или анахроничное оружие вроде Изогнутого Клинка Зелёного Дракона Гуань Юя, или Змеиного копья Чжан Фэя.
Постоянная тема всей истории — вечное желание Цао Цао изменить мышления китайского народа, от его старой системы и обычаев и поставить акцент на прагматизме, а не пустых идеалах. 
Сюжет сосредоточен вокруг Цао Цао, поэтому другие персоналии того времени освещаются мало. Всего сюжетная линия охватывает период с 165 по 200 года — с периода захвата реальной власти в Китае евнухами до Битвы при Гуанду включительно, период стремительного взлёта влияния Цао Цао. Крупнейшее его поражение, Битва у Красной скалы, в аниме не показано, лишь упоминается в конце.

## Персонажи
- Цао Цао (яп. 曹操 Sō Sō). Сэйю — Мамору Мияно.

- Лю Бэй (яп. 劉備 Ryū Bi). Сэйю — Томокадзу Сэки.

- Сяхоу Дунь (яп. 夏侯惇 Kakō Ton). Сэйю — Такэси Кусао.

- Сяхоу Юань (яп. 夏侯淵 Kakō En). Сэйю — Тэцу Инада.

- Цао Жэнь (яп. 曹仁 Sō Jin). Сэйю — Иссин Тиба.

- Цао Хун (яп. 曹洪 Sō Kō). Сэйю — Хисао Эгава.

- Юань Шао (яп. 袁紹 En Shō). Сэйю — Масаки Тэрасома.

- Гуань Юй (яп. 関羽 Kan U). Сэйю — Кэнъити Мородзуми.

- Чжан Фэй (яп. 張飛 Chō Hi). Сэйю — Сэки Такааки.

- Цао Тэн (яп. 曹騰 Sō Tō). Сэйю — Нати Нодзава.

- Цао Сун (яп. 曹嵩 Sō Sū). Сэйю — Янака Хироси.

- Дун Чжо (яп. 董卓 Tō Taku). Сэйю — Оцука Хотю.

- Чжан Жан (яп. 張譲 Chō Jō). Сэйю — Аримото Кинрю.

- Лин-ди (династия Хань) (яп. 霊帝 Reitei). Сэйю — Нодзому Сасаки.